# Louis Paulsen
| 8 | rd | nd | bd | qd | kd | bd |    | rd |
| 7 | pd | pd | pd |    |    | pd | pd | pd |
| 6 |    |    |    |    |    |    |    |    |
| 5 |    |    |    | pd | pl |    |    |    |
| 4 |    |    |    |    | nd |    |    |    |
| 3 |    |    | nl |    |    | ql |    |    |
| 2 | pl | pl | pl | pl |    |    | pl | pl |
| 1 | rl |    | bl |    | kl | bl | nl | rl |
|   | a  | b  | c  | d  | e  | f  | g  | h  |

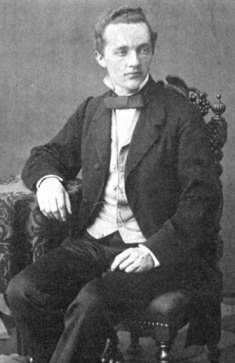
Louis Paulsen

Louis Paulsen (Blomberg (Lippe), 15 januari 1833 – Nassengrund, 18 augustus 1891) was een Duits-Amerikaanse schaker.
Hij werd geboren in Duitsland en was een van de grote meesters van de 19e eeuw. Hij emigreerde naar de Verenigde Staten en legde zich daar vooral toe op de theorie van het schaakspel. Hij heeft ruim twintig openingsvarianten geïntroduceerd.
Paulsen begon als amateur – hij was zijn andere broer Ernest in 1854 gevolgd tot in Dubuque, Iowa, een stadje in de Amerikaanse Midwest. Hij werkte er als boekhouder op het landbouwbedrijf van zijn broer. Toen hij bekendheid kreeg als sterk speler en vooral goed blindsimultaangever (tegen zwakke tegenstand weliswaar), werd hij uitgenodigd voor het eerste Amerikaanse NK. Tot veler verrassing werd hij tweede achter Paul Morphy. 
Zijn kennis van openingen was onbestaande, en het was pas toen hij kennis maakte met Morphy dat hij ontdekte dat er zoiets bestond als openingsboeken. Hij bestelde de twee standaardwerken van die tijd (Staunton’s Handbook en Bilguiers Handbuch) en werkte hard aan zijn openingen, tot in die mate dat hij een expert werd. Zijn nalatenschap op dit vlak is dan ook aanzienlijk. 
Aan het bord was hij een zeer taai verdediger, een correct speler, maar vooral een traag speler – hij wilde geen fouten maken en was – mede door zijn gebrek aan openingskennis in het begin van zijn carrière – een sterk verdediger geworden. Aaron Nimzowitsch klasseerde hem op dezelfde hoogte als Steinitz, Lasker, Burn, Bernstein en Duras. Zijn sterkste periode lag tussen 1857 en 1864, en met een onderbreking nog een nazomer van schaaksterkte tussen 1877 en 1880. Maar Paulsen – nog altijd in het Guinness Book of Records voor de traagst uitgevoerde zet – werd het slachtoffer van zijn eigen streven naar foutloosheid: de schaakklok werd ingevoerd en het duurde even voor hij zich had aangepast: vaak verloor hij goed opgezette partijen in tijdnood. 
Niettemin was hij zeer succesvol: hij won vijf van de 19 tornooien waaraan hij deelnam en eindigde in vier andere tornooien op de tweede plaats: bijna 50% dat hij een top twee plaats haalde. In matchen was hij pas helemaal in zijn element: hij verloor geen enkele match, hoewel moet gezegd worden dat zowel een match tegen Morphy als tegen Steinitz niet doorging. Morphy, omdat hij geen zin meer in schaken had, en Steinitz omdat hij zijn WK-titel niet op het spel wilde zetten in 1886. Maar objectief moet wel gezegd worden dat zowel Morphy als Steinitz een grotere kans hadden om een match te winnen van Paulsen. Van zijn zeven matchen tegen andere grote spelers won hij er vijf en eindigden er twee gelijk.
Paulsen was een verdediger in een tijd van aanvallers: hij speelde tegen Morphy, Anderssen en de jonge Steinitz. Zijn werk in de opening (de Paulsen-variant in het Siciliaans is zijn bekendste nalatenschap) alsook zijn beste partijen werden grotendeels over het hoofd gezien door de grote chroniqueurs van het schaken. Wolfgang Unzicker herinnert hem wel als “één der grootste meesters van de 19de eeuw, van grote betekenis in de opening en als verdediger”.
Bekend is de Paulsenvariant in het Weens gambiet, een variant van de Weense opening: 1.e4 e5 2.Pc3 Pf6 3.f4 d5 4.fe Pe4 5.Df3. Ook introduceerde hij de Paulsen-variant van het Siciliaans, 1.e4 c5 2.Pf3 e6 3.d4 cxd4 4.Pxd4 a6.